# Atos 11
Atos 11 é o décimo-primeiro capítulo dos Atos dos Apóstolos no Novo Testamento da Bíblia. Ele conta a defesa que Simão Pedro da visita que fez ao gentio Cornélio em Cesareia. Ele reconta sua visão anterior ao encontro e a presença do Espírito Santo durante a visita.

## Manuscritos
Atos 11 foi originalmente escrito em grego koiné e dividido em 30 versículos. Alguns dos manuscritos a conter o texto são:
- Codex Vaticanus (325–350)
- Codex Sinaiticus (330–360)
- Codex Bezae (c. 400)
- Codex Alexandrinus (ca. 400–440)
- Codex Ephraemi Rescriptus (ca. 450)
- Codex Laudianus (ca. 550)

## Estrutura

### Controvérsia com os judeo-cristãos
Bastante curto, este capítulo começa relatando a controvérsia (Atos 11:1–18) na qual Pedro se viu metido com "os que eram da circuncisão" (os judeo-cristãos) por ter "entrado na casa de homens incircuncisos". Ele então reconta os episódios de Atos 10, a visão da toalha com os animais, o comando divino que recebeu («Ao que Deus purificou, não faças tu impuro» (Atos 11:9)) e, novamente, o comando do "Espírito" para que seguisse os emissários vindos de Cesareia (em nome de Cornélio). Relata ainda a presença do Espírito Santo na casa do gentio enquanto falava e termina sua defesa dizendo:
| “ | «Lembrei-me da palavra do Senhor, como disse: João, na verdade, batizou com água, mas vós sereis batizados com o Espírito Santo. Pois se Deus lhes deu o mesmo dom que dera também a nós, quando cremos no Senhor Jesus Cristo, quem era eu para que pudesse resistir a Deus?» (Atos 11:16–17) | ” |

### Cristianismo se espalha

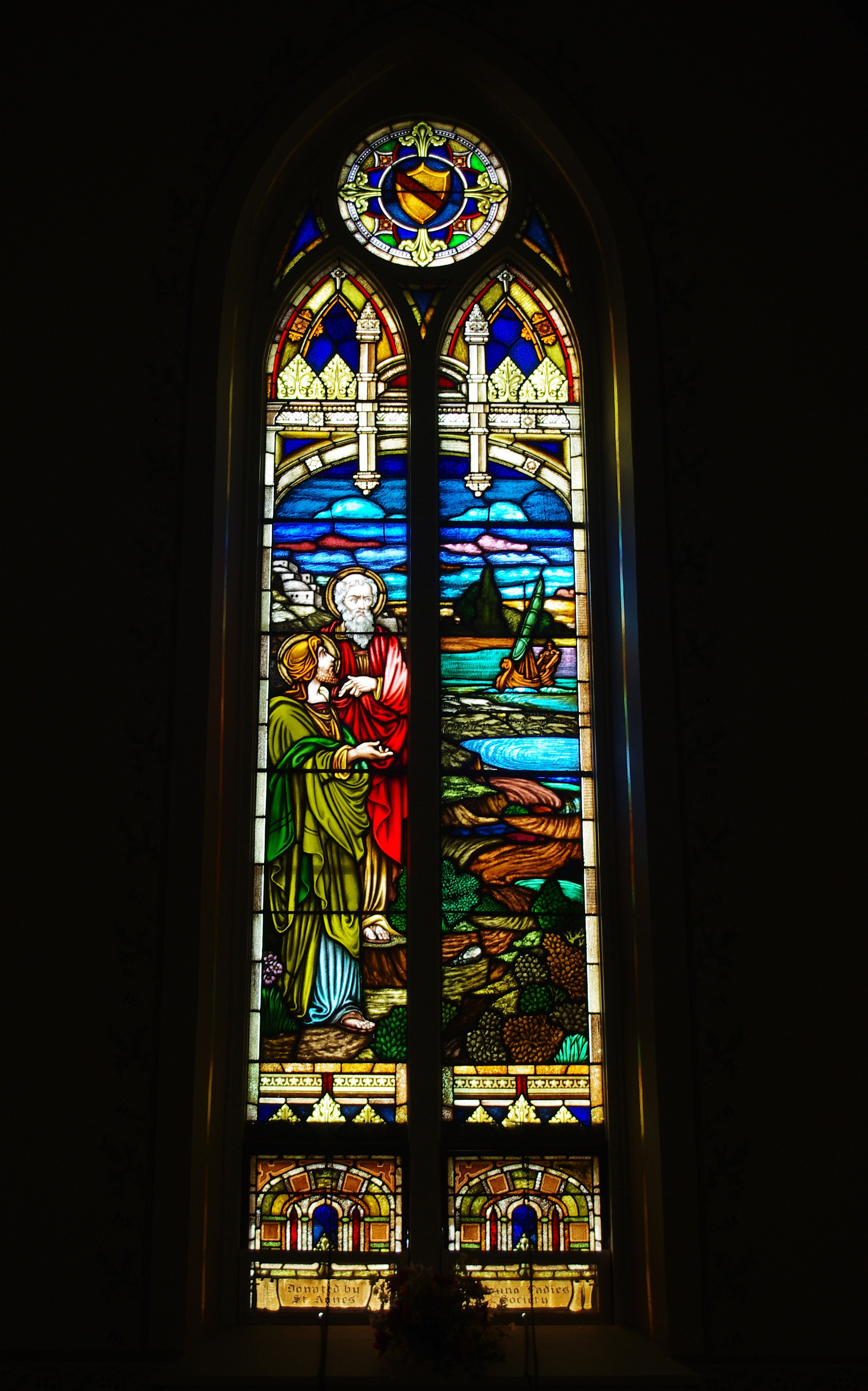
Saulo e Barnabé, protagonistas do relato em Atos 11.
Vitral na Igreja de São Paulo em Sharpsburg, Ohio, nos Estados Unidos.

O relato continua (Atos 11:19–26) contando que, depois do martírio de Estêvão, muitos discípulos se espalharam e foram até "Fenícia, Chipre e Antioquia", mas sempre pregando somente aos judeus, com exceção de Antioquia, onde "um grande número" de "gregos" se converteu. Ao saber disso, a "igreja em Jerusalém" enviou-lhes Barnabé, que ajudou a consolidar ali o nascente cristianismo. Logo depois, ele partiu para Tarso para buscar Saulo (que foi para lá em Atos 9) e trazê-lo para Antioquia. Segundo o relato, «em Antioquia os discípulos pela primeira vez foram chamados cristãos.» (Atos 11:26)

### Solidariedade
O capítulo termina com o relato de uma grande fome que assolou a Judeia, prevista pelo profeta Ágabo, e como os discípulos em Jerusalém se mobilizaram para ajudar os cristãos da região através de Saulo e Barnabé (Atos 11:27–30). Este trecho dá a entender que Saulo teria visitado Jerusalém neste época, o que contradiria o relato do próprio na Epístola aos Gálatas. De acordo com alguns acadêmicos consideram o relato nas epístolas como sendo mais confiável do que os encontrados nos Atos.